# Tournon-Saint-Pierre (gemeente)

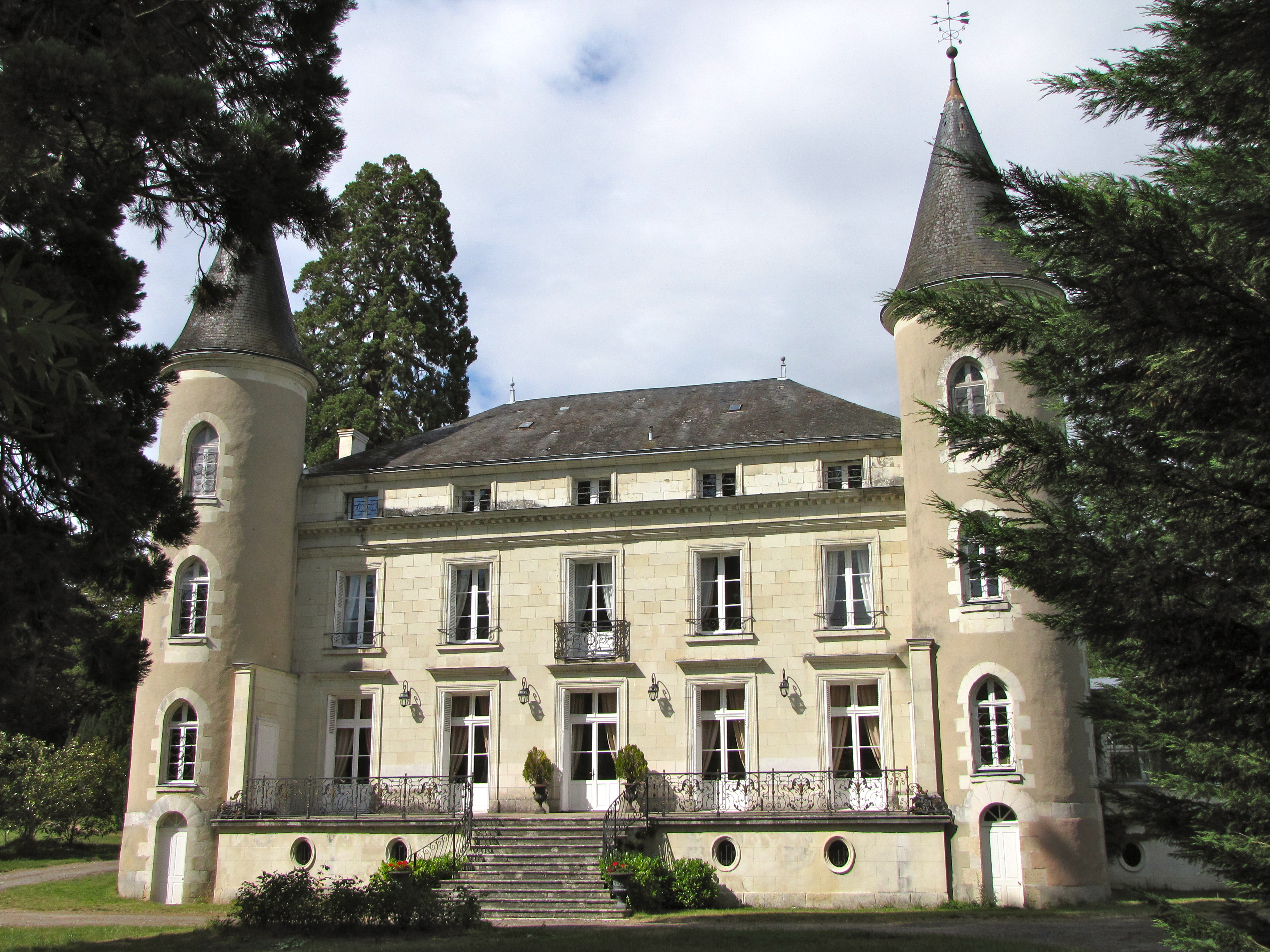
Kasteel

Tournon-Saint-Pierre is een gemeente in het Franse departement Indre-et-Loire (regio Centre-Val de Loire) en telt 513 inwoners (2006). De plaats maakt deel uit van het arrondissement Loches.

## Geografie
De oppervlakte van Tournon-Saint-Pierre bedraagt 14,8 km², de bevolkingsdichtheid is 34,7 inwoners per km².
De onderstaande kaart toont de ligging van Tournon-Saint-Pierre (gemeente) met de belangrijkste infrastructuur en aangrenzende gemeenten.

## Demografie
Onderstaande figuur toont het verloop van het inwonertal (bron: INSEE-tellingen).